# Annales de la Faculté des Sciences de Marseille
Annales de la Faculte des Sciences de Marseille (abreviado Ann. Fac. Sci. Marseille) es una revista con ilustraciones y descripciones botánicas que es editada en Marsella & París. En una primera serie se publicaron los números 1-26, desde 1891 hasta 1920 y una segunda serie desde 1921 hasta ahora.